# Luka Obadić
Luka Obadić (13. lipnja 1996.), hrvatski reprezentativni kajakaš i kanuist. Član je Kanu kluba Končar iz Zagreba.
2018. godine je na Europskom prvenstva u kajak-kanu za juniore i mlađe seniore u spustu na divljim vodama koje se održava u Skopju, u konkurenciji športaša do 23 godine u disciplini 3 X C - 2 skupa s Ivanom Tolićem i Jadranom Zonjićem osvojio srebrnu medalju. U istoj dobnoj konkurenciji je u disciplini sprintu C- 2 skupa s Ivanom Tolićem osvojio je broncu.
25. – 28. srpnja 2019. godine na Svjetskom juniorskom prvenstvu i prvenstvu mlađih seniora (do 23) u kajak-kanu spustu na divljim vodama koje se održalo na Vrbasu kod Banje Luke, U disciplini kanua dvosjeda ( C-2) sprint u posadi s Ivanom Tolićem osvojio je srebrnu srebrnu medalju. U disciplini 3xC1 sprint kao dio posade Luka Obadić-Ivan Tolić-Jadran Zonjić bio je četvrti.
2019. godine je skupa s Ivanom Tolićem i Igorom Gojićem osvojio je brončanu medalju u disciplini 3xC-1 (kanu jednosjed) sprint na Svjetskom prvenstvu u kajaku i kanuu na divljim vodama u španjolskom Seu d'Urgellu.